# Пирогов, Василий Кузьмич
Васи́лий Кузьми́ч Пирого́в (1924—2006) — советский хозяйственный, государственный и политический деятель, Герой Социалистического Труда.

## Биография
Родился в 1924 году в селе Средние Тимерсяны. Член КПСС.
Участник Великой Отечественной войны. С 1943 года — на хозяйственной, общественной и политической работе. В 1943—1984 гг. — тракторист, бригадир тракторной бригады Тимерсянской МТС, бригадир тракторной бригады колхоза «Слава», бригадир тракторной бригады колхоза «Память Куйбышева» Цильнинского района Ульяновской области.
Указом Президиума Верховного Совета СССР от 23 июня 1966 года присвоено звание Героя Социалистического Труда с вручением ордена Ленина и золотой медали «Серп и Молот».
Делегат XXIII съезда КПСС.
Умер в Ульяновске в 2006 году.